# Quartinia shestakovi
Quartinia shestakovi är en stekelart som beskrevs av Kostylev 1935. Quartinia shestakovi ingår i släktet Quartinia och familjen Masaridae. Inga underarter finns listade i Catalogue of Life.